# روني بيرك
روني بيرك (بالإنجليزية: Ronnie Burke)‏ (13 أغسطس 1921 في المملكة المتحدة - 1 ديسمبر 2003 بواتفورد في المملكة المتحدة) هو لاعب كرة قدم بريطاني (وحمل سابقاً جنسية المملكة المتحدة لبريطانيا العظمى وأيرلندا) في مركز الهجوم. لعب مع مانشستر يونايتد ونادي إكزتر سيتي ونادي روذرهام يونايتد وهدرسفيلد تاون وBiggleswade Town F.C. ‏ وTunbridge Wells F.C. ‏.